# Forældrerådgivningen
Forældrerådgivningen er en uvildig rådgivning, som har til formål at give råd og vejledning til forældre, der oplever, at deres børn har problemer i folkeskolen, og til alle parter omkring folkeskolen. Rådgivningen drives af Skole og Forældre og baserer sig på frivillige rådgivere.
Forældrerådgivningen blev oprettet i 2006 med hjælp fra SATS-puljemidler. I dag finansieres rådgivningen med hjælp fra Undervisningsministeriet.